# Мун (река)
Мун, Наммун (тайск. แม่น้ำมูล) — река в Таиланде, один из притоков Меконга.

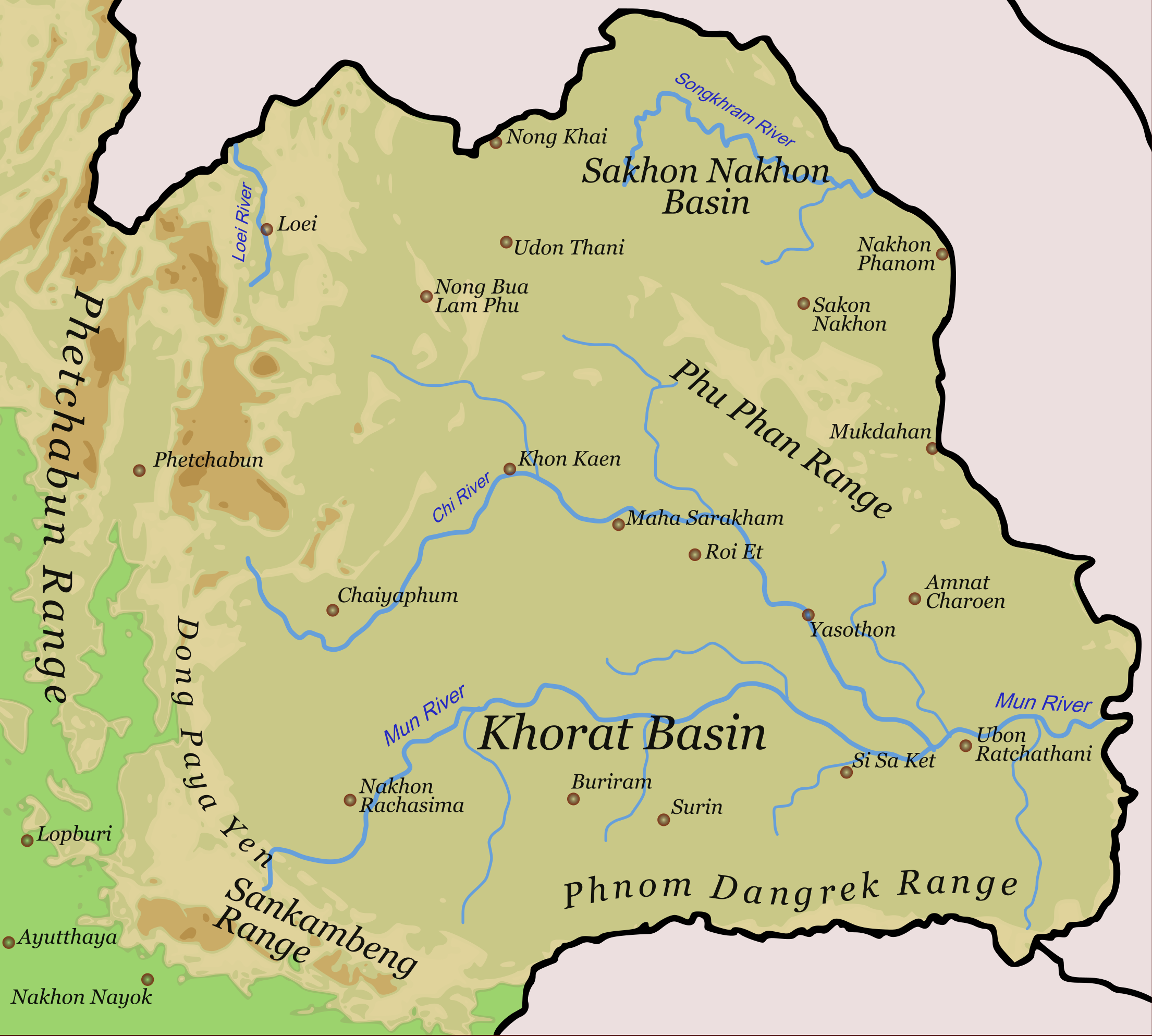
Карта бассейна реки

Длина 700 км, площадь бассейна 130 000 км². Среднегодовой расход воды у города Убон (в 150 км от устья) 628 м³/с, годовой сток 21,5 км³. Муссонные дожди вызывают летние паводки.
Протекает по территории региона Исан Таиланда. Исток — в национальном парке Као Яй, вблизи города Накхонратчасима (Корат). Течёт на восток по территории провинций юга Исана: Бурирам, Сурин и Сисакет. В провинции Бурирам на реке ежегодно осенью проходит фестиваль гонок на лодках. В провинции Сисакет в Мун впадает её основной приток — река Чи.
Впадает в Меконг на территории провинции Убонратчатани. Вблизи слияния находится плотина Пак-Мун, строительство которой вызвало протесты местных жителей.